# Wilczoruda (gromada)
Wilczoruda – dawna gromada, czyli najmniejsza jednostka podziału terytorialnego Polskiej Rzeczypospolitej Ludowej w latach 1954–1972.
Gromady, z gromadzkimi radami narodowymi (GRN) jako organami władzy najniższego stopnia na wsi, funkcjonowały od reformy reorganizującej administrację wiejską przeprowadzonej jesienią 1954 do momentu ich zniesienia z dniem 1 stycznia 1973, tym samym wypierając organizację gminną w latach 1954–1972.
Gromadę Wilczoruda z siedzibą GRN w Wilczorudzie utworzono – jako jedną z 8759 gromad – w powiecie grójeckim w woj. warszawskim, na mocy uchwały nr VI/10/5/54 WRN w Warszawie z dnia 5 października 1954. W skład jednostki weszły obszary dotychczasowych gromad Ciechlin, Cychry, Przykory, Teodorówka, Wilczoruda, Wilczoruda Parcela i Wiatrowiec, ponadto wieś Wandzin i wieś Daszew z dotychczasowej gromady Dąbrówka oraz wieś Osieczek i miejscowość Nowiny Końskie z dotychczasowej gromady Osieczek, ze zniesionej gminy Konie w tymże powiecie. Dla gromady ustalono 11 członków gromadzkiej rady narodowej.
Gromadę zniesiono 31 grudnia 1959, a jej obszar włączono do gromady Pniewy w tymże powiecie.